# یواس‌اس کامفورت (ای‌ایچ-۶)
یواس‌اس کامفورت (ای‌ایچ-۶) (به انگلیسی: USS Comfort (AH-6)) یک کشتی است. این کشتی در سال ۱۹۴۳ ساخته شد.